# Bruno Latour
Bruno Latour (født 22. juni 1947 i Beaune, Frankrig, død 8. oktober 2022 i Paris, Frankrig) var en fransk filosof, antropolog og sociolog.:189  Han er især kendt for sit arbejde inden for disciplinen videnskabs- og teknologistudier, der undersøger det naturvidenskabelige arbejde med udgangspunkt i social- og samfundsvidenskab. Latour grundlægger i 1980'erne aktør-netværksteorien, der er en socialkonstruktivistisk teoretisk ramme at forstå virkeligheden. Hvis man skal forstå skabelse af viden, argumenterer Latour, skal man se på alle aktørerne, der optræder i netværket omkring opdagelsen, hvilket både vil sige mennesker såsom forskere, men også non-humane aktører såsom maskiner og naturfænomener.
Som søn af en vinbonde, blev Latour født sommeren 1947 i hovedstaden af det franske Bourgogne-region, Beaune, i Frankrig. I 1966 begyndte han studier i filosofi og teologi ved Dijon Universitet, hvor han især interesserede sig for epistemologiske diskussioner, som han forholdt sig kritisk overfor. Han dimitterer i 1972.:19 Fra 1973 til 1975 arbejder han i Elfensbenskysten, før han foretager et 2-årigt feltstudie i Californien, USA, hvilket gør ham kendt i samtidens videnskabelige kredse. Efter at have undervist på École des Mines de Paris i Frankrig fra 1982 til 2006 blev han professor ved Sciences Po (2006-2017), hvor han fungerede som forskningsdekan på Sciences Po Medialab.:822  I 2017 trak han sig fra det akademiske arbejde og gik på pension, men han var fortsat aktiv i den videnskabelige debat. Latour døde sent om aftenen d. 8. oktober 2022 efter længere tids kræftsygdom.

## Videnskabeligt arbejde
Latour er bedst kendt for sine bøger Vi har aldrig været moderne (1991), Laboratory Life: The Construction of Scientific Facts (1979) og Science in Action (1987). Selvom Latours studier af den videnskabelige praksis engang var associeret med socialkonstruktivismen, afveg han betragteligt fra dette udgangspunkt. Han står for en kritik af subjekt/objekt-opdelingen og genudvikler det teoretiske fundament, så det kan bruges i praksis i form af analyser. Sammen med Michel Callon og John Law er Bruno Latour hovedarkitekt af aktør-netværksteorien (ANT); der som en konstruktivistisk tilgang til empiri er influeret af Harold Garfinkels etnometodologi, Algirdas Julien Greimas' generative semiotik og Émile Durkheims rival Gabriel Tardes sociologiske teori.

## Karriere
For at undgå værnepligt i det franske militær rejste Latour i 1973 til Elfenbenskysten, hvor han fik arbejde hos en statslig myndighed. I Abidjan, det daværende økonomiske centrum i landet, der havde opnået selvstændighed i 1960, går han i gang med at undersøge hvorfor, franske virksomheder ikke formåede at ansætte afrikanere i ledelsesstillinger, men han fastslår hurtigt, at problemets rod lå hos den franske stat selv. Afrikanske ingeniørstuderende blev kun undervist i abstrakte teorier uden konkret forankring, hvorfor de nødvendigvis ikke kunne finde arbejde i virksomhederne, hvor de ikke kunne betjene maskineriet. De afrikanske ingeniører blev set som præmoderne og ikke i stand til at varetage samme jobs, som hvide franskmænd; Latour derimod forklarede problemet med henvisning til uddannelse og historisk-kulturelle omstændigheder, der satte de afrikanske ingeniører i en umulig position. Denne erkendelse ledte Latour til at overveje om viden, såsom den franskmændene syntes at have om afrikanske ingeniører, ikke skulle diskuteres ud fra kognitive mål, men derimod kulturelle praksisser, dvs. at graden af og rigtigheden af viden ikke er et spørgsmål om evnen til at omsætte og sammensætte information men derimod et spørgsmål om den kontekst hvori viden er skabt, lagret og kommer i anvendelse. Hvordan former netværk, kultur og historie måden, man udleder konklusioner? Det er under dette studie, Latour især tilegner sig den etnografiske, kvalitative metode, da han udfører 130 semistrukturede interview med en kollega af både afrikanere og europæere forskellige steder i ledelseshierarkiet. De foretog en indholdsanalyse og kortlagde nøgleord, motiver og argumentationsformer.:20 
I oktober 1975 rejser Latour til USA, på invitation af Roger Guillemin, en biolog der i 1977 bliver tildelt nobelprisen i medicin, som Latour perifert kender fra Dijon i Frankrig, inden årene i Afrika. Her tager han hul på et deltagerobservationsstudie i Guillemins laboratorie, hvor han er med til at foretage videnskabelige eksperimenter, alt imens han fotograferer og noterer forskernes praksisser. I USA møder han Steve Woolgar, en britisk sociolog, hvis interesse vækkes af Latours metode. I de antropologiske forskningskredse, der typisk har studeret præmoderne folk uden for den vestlige civilisation, finder mange det kritisabelt at studere den vestlige forsker, som man studerer fremmede kulturer, men Woolgar introducerer Latour til blandt andet Harold Garfinkels forskning, der også er begyndt at studere videnskab som socialt felt, og Latour inviterer Woolgar med i laboratoriet.
I august 1977 færdiggør Latour og Woolgar det 2-årige feltarbejde og påbegynder bogen Laboratory Life, der udkommer i 1979. Latour, der ikke har en akademisk baggrund i videnskab, sociologi eller antropologi, kan derfor siges at indtræde i det videnskabelige felt med samme grad af uvidenhed som etnografer på rejse til fremmede kulturer. I bogen konkluderer Latour og Woolgar, at målet for forskerne var at lade forskningsresultaterne, tale for sig selv, men at forskerne i konkurrence med hinanden konstruerede videnskabelige fakta.:36  Forfatterne kritiserer den positivistiske logik, der dominerede det videnskabelige felt, ved ikke at anerkende, at forskerne med valide metoder kan trække virkeligheden ud af naturen, så at sige, men derimod påstå, at naturen opstår, når forskerne interagerer med hinanden samt laboratoriets maskiner og apparater. Når forskeren eksempelvis konkluderer, at der sker en vis reaktion ved en blanding af to kemikalier, er det altså et produkt, med Latours ord er det en konstruktion, af forskeren og en række maskiner.:244 
Laboratory Life får undertitlen Den sociale konstruktion af videnskabelige fakta, men det har Latour senere ærgret sig over. Socialkonstruktivismen, der samtidig vokser frem i det socialvidenskaben, som Latour og Woolgar med undertitlen ufrivilligt lægger sig op af, forklarer virkeligheden udelukkende ud fra sociale fænomener såsom interesser, magt og ideologi. Hensigten med bogen var imidlertid at vise, hvordan asociale fænomener såsom maskiner, pipetter og reagensglas også indgår som ligeværdige aktører på lige fod med mennesker.:824 I udviklingen af ANT, der bygger på netop denne erkendelse, kritiserer Latour endvidere begreber såsom interesser, magt og ideologi, da disse ifølge Latour er teoretiske uden empirisk brugbarhed. Han mener, at man i videnskabelige studier bør holde sig at beskrive aktører, hvordan de indgår i netværk med hinanden, og hvad det har af betydning for deres erkendelser og konstruktioner.:248-250 